# Ramiro Carasa Pérez
Ramiro Carasa Pérez (Liendo, 1943 - San Sebastián, 30 de marzo de 1982) fue un médico traumatólogo español, creador del servicio de traumatología de la Residencia Sanitaria Nuestra Señora de Aranzazu (actual Hospital Universitario Donostia). 
Fue asesinado por la banda terrorista ETA a los 38 años de edad.

## Biografía
Nació en el municipio de Liendo, perteneciente a la comunidad autónoma de Cantabria, en 1943. Su padre falleció en un accidente de tráfico siendo él joven.
Se licenció en Medicina en 1966 en la Universidad de Madrid. En 1967 ingresó como médico residente en el Hospital La Paz de Madrid, y pasó a ser adjunto del mismo hospital en 1970, al término de los tres cursos correspondientes.
Más tarde fue jefe clínico en la Residencia Primero de Octubre de Madrid durante cuatro años, hasta que consiguió por oposición la plaza de jefe de servicio en 1975. con el número uno y pidió destino en la capital guipuzcoana en la Residencia Sanitaria Nuestra Señora de Aranzazu.
Fue el creador del servicio de traumatología en el hospital, y contribuyó activamente en la fundación de la Unidad Docente de Medicina de San Sebastián en 1978, siendo el responsable de la asignatura de traumatología de 5º curso.
Participó en reuniones académicas y congresos en Francia, Inglaterra y Estados Unidos. Fue socio fundador de la Sociedad Ibérica de Biomecánica en 1977.
Asesinato
El día 30 de marzo de 1982, al salir de su hospital a las 15:20 horas, fue secuestrado por el comando Donosti de ETA  en el aparcamiento, e introducido en el maletero del coche. Le llevaron a un monte cercano de Urnieta, donde tras atarle las manos a la espalda, le dieron una paliza; tenía el hueso infraorbitario roto con un gran hematoma. Recibió cinco disparos, uno de ellos mortal de necesidad en la cabeza.
Tras el asesinato, ETA lanzó diversos bulos sobre su persona como era habitual en su modus operandi.
La realidad era que Ramiro Carasa fue una persona dedicada en cuerpo y alma a la medicina y no tenía ninguna relación con el mundo político ni había sido amenazado anteriormente.
En el momento de su fallecimiento estaba soltero. 
Según sus compañeros de trabajo, no le conocían simpatías políticas y destacaban su competencia profesional. Se planteaba optar a la jefatura de departamento de cirugía del hospital, que quedaba vacante ese año.
El psiquiatra Luis Rojas Marcos, que veraneaba en Liendo, reflejaba el sentir de sus amigos tras su pérdida.
Los familiares de Ramiro cedieron su biblioteca científica a la Sociedad Española de Cirugía Ortopédica y Traumatología para su aprovechamiento.

## Reconocimiento
El día 1 de abril de 1982 le fue concedida la Cruz Azul de la Seguridad Social por la Dirección General del Instituto Nacional de la Salud en su categoría de oro en reconocimiento a "sus extraordinarios y relevantes servicios prestados a la asistencia sanitaria".
El día 9 de mayo del 2003 le fue concedida, a título póstumo, la Gran Cruz de la Orden del Mérito Civil por el consejo de ministros de España.